# Betty Jane Rhodes
Betty Jane Rhodes ( Rockford, Illinois, 21 de abril de 1921–27 de diciembre de 2011) fue una actriz y cantante estadounidense, mayormente activa en el cine a finales de los años 30 y durante la etapa de la Segunda Guerra Mundial. También era conocida como Jane Rhodes.

## Trayectoria
Rhodes nació en Rockford, Illinois, el 21 de abril de 1921. Comenzó su carrera de locutora cuando sólo tenía ocho años.

### Club nocturno
Cuando tenía 14 años, Rhodes cantó en el club nocturno Cocoanut Grove de Los Ángeles.

### Cine
Antes de aparecer en la pantalla, Rhodes trabajó en películas como cantante de playback en RKO Pictures, ganando 200 dólares semanales por poner la voz a actrices que movían los labios simulando cantar.
Paramount Pictures firmó con Rhodes su primer contrato cinematográfico como actriz a los 15 años. Debutó en la pantalla en la película de 1936, Forgotten Faces, en la que aparecía como Jane Rhodes. En Forgotten Faces, Rhodes interpretó a una hija adoptiva cuyo padre, interpretado por Herbert Marshall, es arrestado por matar a un hombre con el que su mujer tenía una aventura amorosa.
Le siguió un papel coprotagonista en el wéstern de 1936, The Arizona Raiders. La película, en donde interpretó a la hermana menor del personaje de Marsha Hunt, fue la primera vez en la que Rhodes cantó en una película.
En septiembre de 1936, Rhodes había firmado un contrato con Universal Pictures, que planeaba tenerla en el papel femenino principal en el próximo serial Jungle Jim. El contrato, de seis años de duración, preveía pagos de 1.000 dólares semanales.
Rhodes era muy conocida entre el público de las películas de guerra por su primera interpretación de la canción clásica I Don't Want To Walk Without You, en Sweater Girl en 1942. En 2012, Tom Vallance de The Independent escribió sobre la actuación de Rhodes: "Su lugar en la historia de la canción popular está asegurado por haber introducido en la pantalla una de las grandes canciones de anhelo en tiempos de guerra, "I Don't Want To Walk Without You".

### Radio
Rhodes cantó por primera vez en antena en programas infantiles en Berkeley, California. Cuando tenía 12 años, cantó en The Laff Clinic en KHJ en Los Ángeles y se unió a los elementos cómicos del programa. También actuó en varios programas de variedades de la KHJ. En 1934, se incorporó al staff de la KFWB, también en Los Ángeles. El 14 de agosto de 1934, ya era la estrella del programa musical y cómico Jubilee de la KWFB. En el verano de 1936, cantó en un programa en el que actuaban Johnny Green y su orquesta.
La primera vez que Rhodes se dio a conocer a nivel nacional fue en el verano de 1940, cuando cantó en el Fred Allen Show durante su estancia de tres semanas en Hollywood. Tuvo su propio programa semanal en la NBC durante la década de 1950, que se emitía los sábados por la noche. Sus apariciones, así como otros papeles televisivos tempranos, le valieron el sobrenombre de "The First Lady of Television". Rhodes también cantó en cabaret hasta la década de 1960.
Rhodes era la cantante habitual del programa de radio Meet Me at Parky's, la serie protagonizada por Harry Einstein como su personaje Parkyakarkas. Interpretó a Betty, la cantante del restaurante Parky's.

### Grabación
La revista Cashbox, en su número del 16 de diciembre de 1946, designó You'll Always Be The One I Love de Rhodes como "Sleeper of the Week". La orquesta de Charles Dant acompañó a Rhodes en la grabación, de la que Cashbox dijo, "tiene ese truco de hacer que quieras sentarte y tocar la cosa una y otra vez".

## Vida personal y muerte
En 1945, Rhodes se casó con Willet Brown, cofundador de la Mutual Broadcasting System. Ella y Brown tuvieron un hijo durante su matrimonio, así como los tres hijos de Brown de su matrimonio anterior. Brown murió en 1993.
La arqueología era la afición de Rhodes. En 1937, hizo un curso en la Universidad del Sur de California, centrado en la cerámica y los abalorios de los primeros americanos del suroeste.
Rhodes murió el 27 de diciembre de 2011, a los 90 años.

## Filmografía seleccionada
| Año  | Título               | Papel         | Notas |
| ---- | -------------------- | ------------- | ----- |
| 1936 | Forgotten Faces      | Sally McBride |       |
| 1936 | The Arizona Raiders  | Lenta Lindsay |       |
| 1937 | Jungle Jim           | Joan          |       |
| 1942 | Sweater Girl         | Louise Menard |       |
| 1942 | Priorities on Parade | Lee Davis     |       |
| 1942 | The Fleet's In       | Diana Golden  |       |
| 1943 | Salute for Three     | Judy          |       |